# 希腊正教会圣路加主教座堂

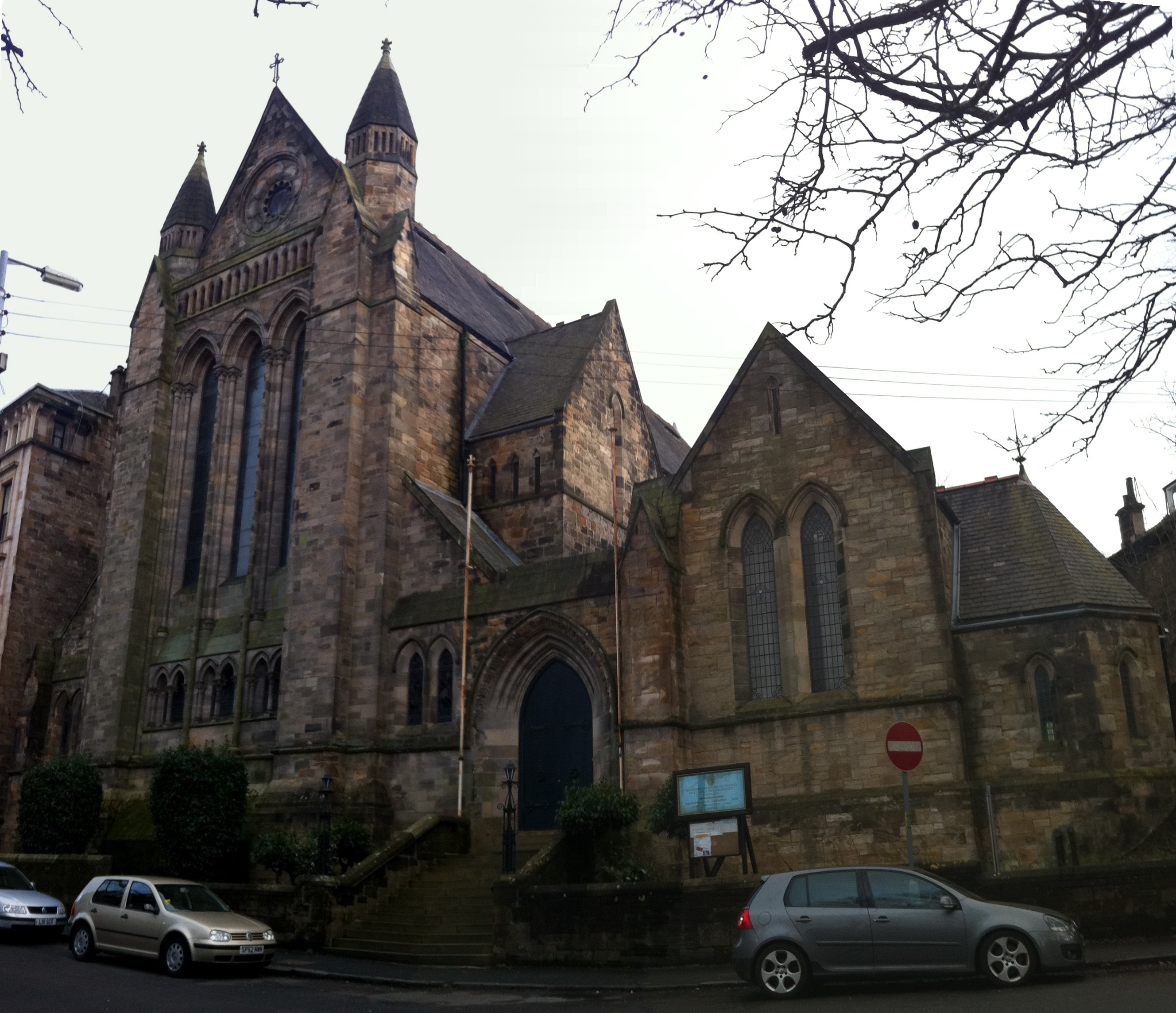

希腊正教会圣路加主教座堂（Greek Orthodox Cathedral of St. Luke, Glasgow）是一座希腊正教会的主教座堂，位于苏格兰格拉斯哥。

## 历史

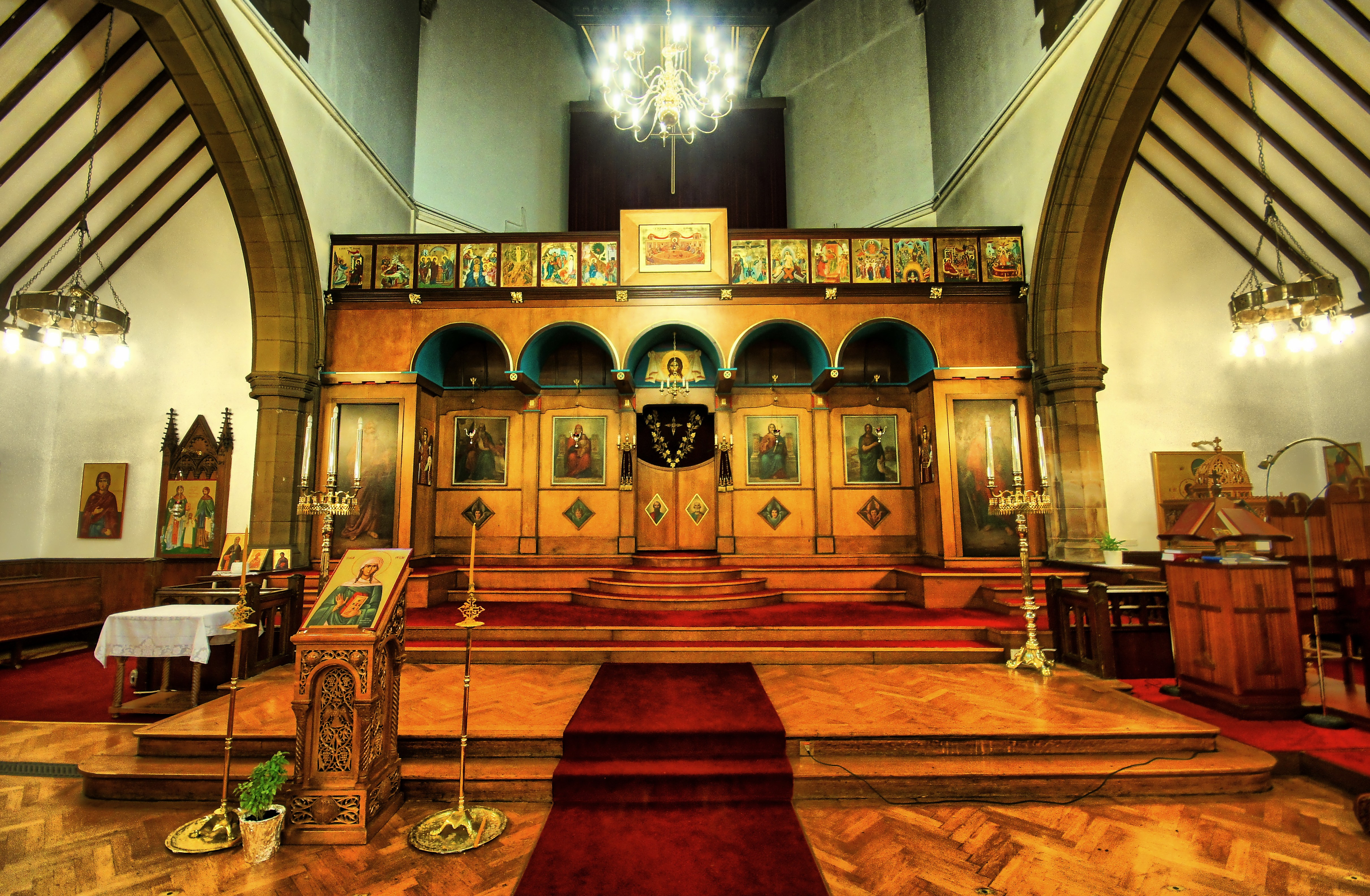

该堂建于1877年，原为苏格兰长老会的贝尔文教堂（Belhaven Church），由詹姆斯·塞勒斯设计，采用诺曼哥特风格，灵感来自邓布兰大教堂。
1960年，贝尔文教堂与邻近的教堂合并后，该堂改为该市第一座希腊正教会教堂。1970年5月24日，亚历山大牧首尼古拉六世将其升格为主教座堂，君士坦丁堡牧首为其祝福。
在格拉斯哥还有几座主教座堂，包括圣安德肋主教座堂（罗马天主教）、圣马利亚座堂（苏格兰圣公会）和格拉斯哥大教堂（苏格兰教会），后者并非主教座堂，因为长老会不设主教。